# NGC 108
NGC 108 es una galaxia lenticular a una distancia aproximada de 220 millones de años luz en la constelación de Andrómeda. Fue descubierta por William Herschel el 11 de septiembre de 1784, quien la describió como "bastante débil, bastante grande, redondo, repentinamente un poco más brillante en el medio" 